# Essonne
Departamentul Essonne este un departament francez situat la sud de Paris, în regiunea Île-de-France. Este parțial integrat în aglomerația pariziană și își trage numele de la râul Essonne, al cărui curs traversează teritoriul departamentului pe un ax sud-nord până la confluența sa cu Sena.
Oficial creat la 1 ianuarie 1968 prin divizarea fostului departament Seine-et-Oise, acesta poartă codul Insee și codul poștal 91 și acoperă un teritoriu de 1.804 km², fiind locuit în 2022 de 1.324.546 de persoane. Reședința sa este Évry-Courcouronnes (Évry până la sfârșitul anului 2018).

## Geografie

### Localizare
Departamentul Essonne este situat în regiunea Île-de-France, iar 40% din teritoriul său este integrat în aglomerația pariziană. Din punct de vedere geologic, acesta aparține Bazinului Parisian. Patru regiuni naturale se întind pe teritoriul său, fiind delimitate de cursuri de apă.
Pe două treimi din nord-vestul departamentului, la vest de râul Essonne și la nord de Louette, se află regiunea Hurepoix. În sud-vest, delimitată de Louette și Essonne, se întind vastele câmpii ale Beauce. În extremitatea sud-estică, aproximativ în valea râului École, se află Gâtinais-ul francez, iar în nord-est, pe malul drept al Senei, începe podișul Brie.
Acest teritoriu fertil prezintă și astăzi un peisaj foarte diversificat: o urbanizare relativ densă în centrul-nord, în zona râurilor Orge, Sena și Essonne, existența simultană a târgurilor, a culturilor horticole și a spațiilor împădurite protejate în văi, precum și vaste suprafețe de mari culturi cerealiere pe platourile din vest și sud, unde se află sate. În 2003, aproximativ 78% din teritoriu era încă considerat zonă rurală.
Aceste râuri și pâraie au săpat substratul sedimentar al teritoriului, caracteristic Bazinului Parisian, compus în principal din nisip, marne și calcar, fiind pe alocuri completat de argilă, ghips și cretă sau compactat pentru a forma gresia silicioasă (meulière).
Relieful se desfășoară sub forma unui vast podiș în jumătatea vestică a departamentului, care coboară în pantă lină spre câmpia Senei în nord-est, fiind străbătut de văi mai mult sau mai puțin adânci.
Cel mai înalt punct al departamentului se află la 178 de metri, în Pecqueuse, în timp ce cel mai jos punct este situat pe malul Senei, la 31 de metri, în Vigneux-sur-Seine.
Cel mai jos punct se află, de altfel, la granița cu departamentul vecin din nord și nord-est, Val-de-Marne, în timp ce platoul vestic se întinde de la Hauts-de-Seine, în nord-vest, până la Eure-et-Loir, în sud-vest, trecând prin Yvelines, la vest.
La sud, Beauce acoperă o mare parte din nordul departamentului Loiret, fiind completată de Gâtinais, care se extinde și spre sud-est, în Seine-et-Marne. La est, podișul Brie constituie peisajul tipic al aceluiași departament Seine-et-Marne.
În prezent, comunele situate la extremitățile cardinale ale departamentului sunt Bièvres la nord, Varennes-Jarcy la est, Angerville la sud și Chatignonville la vest.
Centrul geografic al departamentului este situat în comuna Lardy, la marginea pădurii Célestins (48° 31′ 30″ N, 2° 15′ 00″ E).
Pe lângă prefectura Évry-Courcouronnes și centrele administrative Corbeil-Essonnes, Étampes și Palaiseau, mai multe orașe se remarcă în departament prin importanța lor istorică, culturală, economică și administrativă. Printre acestea se numără Arpajon, Dourdan, La Ferté-Alais, Milly-la-Forêt și Montlhéry.
Aceste orașe sunt conectate la rețeaua de infrastructuri de transport care traversează departamentul, formată din drumurile naționale 118 în nord-vest, 20 în centru, 7 în est, 6 în nord-est și 104 de la vest la est, autostrăzile A10 de la nord la sud-vest și A6 de la nord la sud-est, rețeaua expres regională din Île-de-France, cu liniile B în nord-vest, C în centru și D în est, liniile de autobuz și aeroportul Paris-Orly, situat în nordul departamentului, la granița cu Val-de-Marne.

### Hidrografie
Departamentul Essonne este traversat de numeroase cursuri de apă de dimensiuni și importanțe variate. În primul rând, fluviul Sena străbate nord-estul teritoriului, intrând dinspre est la Le Coudray-Montceaux și parcurgând douăzeci și patru de kilometri până la Vigneux-sur-Seine.
Mai mulți afluenți ai Senei traversează departamentul. Pe malul drept, râul Yerres străbate șaptesprezece kilometri în Essonne, între Quincy-sous-Sénart și Crosne, înainte de confluența sa situată în departamentul Val-de-Marne, la Villeneuve-Saint-Georges.
Pe malul stâng, râul École traversează o scurtă porțiune în sud-est, între Oncy-sur-École și Soisy-sur-École, confluența sa fiind situată în Seine-et-Marne, la Saint-Fargeau-Ponthierry. Râul Essonne intră în departament prin sud, la Boigneville, și se varsă în Sena la Corbeil-Essonnes, după un traseu de patruzeci și patru de kilometri.
Râul Orge își începe cursul în Essonne la Dourdan și se varsă în Sena la Viry-Châtillon și Athis-Mons, după ce străbate patruzeci și unu de kilometri. Râul Bièvre face o scurtă incursiune în extremitatea nord-vestică a departamentului, între Bièvres și Verrières-le-Buisson.
Mai mulți sub-afluenți ai fluviului Sena sunt distribuiți pe teritoriul departamentului.
La extremitatea nordică, râul Sygrie izvorăște de pe platoul Vélizy și se varsă în Bièvre pe malul stâng. În nord-vest, râul Yvette, alimentat de Mérantaise, Vaularon și Rouillon, modelează valea Chevreuse. În vest, râurile Salmouille și Rémarde, alimentate de Prédecelle, coboară de pe platoul Limours. Pe malul drept, râul Renarde își are originea în Beauce.
În sud, râul Juine, alimentat de Louette și Chalouette, se varsă în Essonne pe malul stâng. În extremitatea nord-estică a departamentului, râul Réveillon se varsă în Yerres, la Yerres.
Mai multe lacuri și întinderi de apă, naturale sau artificiale, sunt distribuite pe teritoriul departamentului.
Pe malul Senei se află lacul Viry-Châtillon, lacul Draveil și lacul Vigneux-sur-Seine. Pentru reglarea și retenția apelor, lacul Saulx-les-Chartreux și bălțile de la Saclay sunt astăzi zone protejate.
De asemenea, lacul Vert-le-Petit, lacul Tigery, bălțile Veyssière și Trévoix, precum și lacul Montalbot contribuie la patrimoniul hidrografic al departamentului.
În cele din urmă, departamentul este traversat de la sud la nord de apeductele Vanne și Loing, care, prin prelungirea sa formată de apeductele Arcueil și Cachan și de rezervorul Montsouris, asigură alimentarea Parisului cu apă potabilă.
În Essonne, acesta își începe traseul complet subteran la Soisy-sur-École (48° 28′ 47″ N, 2° 30′ 15″ E) și traversează comunele Champcueil, Chevannes, Mennecy, Ormoy, Villabé, Lisses, Courcouronnes, Ris-Orangis, Grigny, Viry-Châtillon, Savigny-sur-Orge și Paray-Vieille-Poste, unde părăsește teritoriul departamental trecând pe sub aeroportul Paris-Orly (48° 43′ 15″ N, 2° 21′ 28″ E).

### Relief și geologie

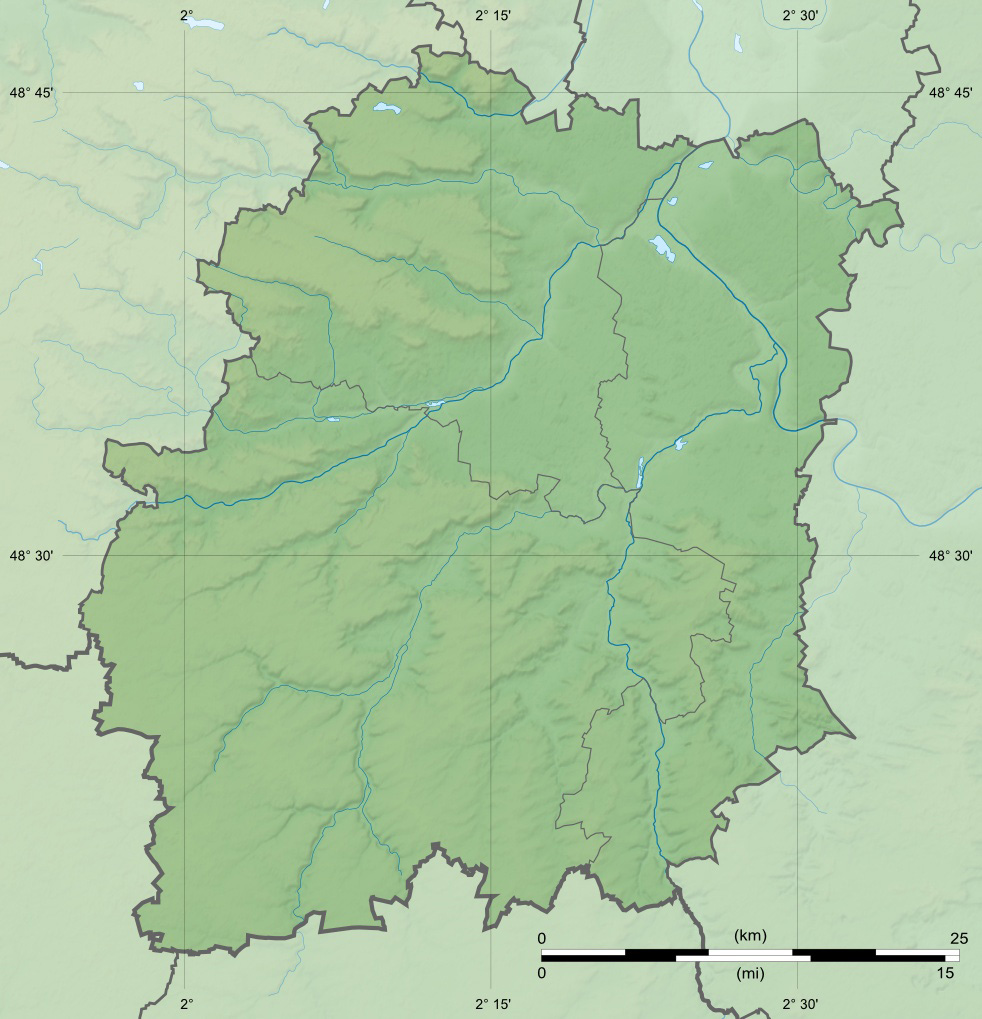
Hartă fizică a departamentului Essonne.

Departamentul Essonne ocupă un teritoriu cu o pantă relativ lină, coborând de la Beauce, în sud-vest, spre valea Senei, în nord-est.
Cel mai înalt punct al departamentului se află în vest, pe teritoriul comunei Pecqueuse, la o altitudine de 178 de metri, în locul numit Chaumusson, în apropierea fostei linii feroviare Paris - Chartres prin Gallardon (48° 39′ 20″ N, 2° 04′ 49″ E). Cel mai jos punct se află la 31 de metri altitudine, la Vigneux-sur-Seine, lângă stația de epurare de pe malul Senei (48° 43′ 26″ N, 2° 26′ 08″ E).
Jumătatea sudică a departamentului este ocupată de vastul podiș al Beauce, străbătut de văile râurilor Essonne și École în est, Juine în centru și Orge în nord-vest.
Nord-vestul departamentului alternează între platouri și văi adânci, cu, de la sud la nord: platoul Limours, mica vale a râului Salmouille, platoul Courtabœuf, valea adâncă a râului Yvette, platoul Saclay, valea adâncă a râului Bièvre (afluent al Senei) și, în final, contraforturile platoului Villacoublay.
Nord-estul departamentului este ocupat de câmpia râurilor Sena, Essonne și Orge, cu un relief relativ puțin pronunțat până la albia fluviului. Pe malul drept al Senei începe platoul Brie, traversat de valea puțin adâncă a râului Yerres.
Din punct de vedere geologic, departamentul Essonne este integrat în Bazinul Parisian, având un substrat relativ omogen pe întreg teritoriul, cu unele variații între sud și nord-est.
În sud-est, substratul este format din straturi succesive de nisip de Fontainebleau și calcar. În nord-vest și în est, calcarul este înlocuit de marnă, iar în văile râurilor Yvette și Bièvre, nisipul compactat formează blocuri de gresie silicioasă (meulière).
În centrul teritoriului, ghipsul se amestecă cu calcarul și marnele. În valea râurilor Essonne și Orge, se adaugă un strat de argilă cu silex, iar în extremitatea estică, în Gâtinais, la adâncime, apare un strat de cretă.
La nord-est de Sena, platoul Brie este alcătuit din straturi succesive de marne, nisip și calcar.

### Departamente limitrofe
| Yvelines     | Hauts-de-Seine | Val-de-Marne   |
| Yvelines     |                | Seine-et-Marne |
| Eure-et-Loir | Loiret         | Seine-et-Marne |

### Climă
Clima din Essonne este măsurată la stația meteorologică departamentală din Brétigny-sur-Orge (48° 35′ 40″ N, 2° 19′ 11″ E), situată aproximativ în centrul teritoriului, la o altitudine de 78 de metri, într-o zonă geografic reprezentativă.
Totuși, variații relativ semnificative pot fi observate pe baza datelor colectate de la stații meteorologice din departamentele limitrofe, precum Orly și Vélizy-Villacoublay în nord, Melun în est, Trappes și Chartres în vest, iar Orléans în sud.
Departamentul Essonne, situat în Île-de-France și în Bazinul Parisian, se caracterizează printr-un climat oceanic degradat, influențat în principal de regimurile atmosferice din vest - sud-vest, cu ierni răcoroase și veri blânde.
Această configurație climatică se traduce printr-o frecvență ridicată a precipitațiilor, cu aproximativ 160 de zile de ploaie pe an. Paradoxal însă, Essonne se numără printre departamentele cele mai „uscate” din Franța, acest termen fiind relativ la cantitatea totală de precipitații primite. Astfel, la stația meteorologică departamentală din Brétigny-sur-Orge se înregistrează doar 598,3 mm de precipitații pe an, comparativ cu 770 mm la Nisa sau 660 mm la Toulouse.
Precipitațiile sunt totuși bine distribuite pe tot parcursul anului, deși vara se caracterizează prin ploi sub formă de averse torențiale scurte, dar intense.
Durata anuală de expunere la soare este conformă cu valorile medii înregistrate la nord de Loara, însumând 1.798 de ore pe an, cu un maxim de soare în luna iulie și un minim în decembrie.
Temperaturile din Essonne sunt caracteristice câmpiilor din Bazinul Parisian, cu valori medii în ianuarie cuprinse între 0,7 °C și 6,1 °C și în iulie între 13 °C și 24,5 °C, conform măsurătorilor efectuate la Brétigny-sur-Orge.
Temperatura medie anuală este de 10,8 °C, cu o medie maximă de 15,2 °C și o medie minimă de 6,4 °C. Luna cea mai caldă este iulie, cu o medie maximă lunară de 24,5 °C, iar cea mai rece este ianuarie, cu o medie minimă de 0,7 °C.
Influența climatului continental determină, totuși, variații semnificative și extreme de temperatură. Astfel, cea mai ridicată temperatură înregistrată a fost de 38,2 °C, pe 1 iulie 1952, iar cea mai scăzută, de −20,6 °C, pe 8 ianuarie 2010.
De remarcat că temperaturile minime sunt în mod constant mai ridicate cu unu până la două grade Celsius în nordul departamentului, datorită densității urbane mai mari.

### Transporturi
Departamentul dispune de o rețea importantă de infrastructuri de transport de anvergură națională, incluzând drumuri parțial moștenite din epoca romană și din Vechiul Regim, linii feroviare majore și un aeroport internațional.

#### Transport aerian
Situat în proporție de 60% din suprafața sa în extremitatea nordică a departamentului, aeroportul Paris-Orly reprezintă un nod important al transportului aerian. Este al doilea aeroport ca mărime din Franța, cu un trafic de aproximativ 29,6 milioane de pasageri și 231.000 de mișcări aeriene în anul 2015.
Acesta este completat, în Essonne, de aerodromul Étampes - Mondésir, aerodromul La Ferté-Alais și aerodromul Buno-Bonnevaux. Baza aeriană 217 din Brétigny-sur-Orge a fost desființată pe 26 iunie 2012.

#### Transport fluvial
În ciuda prezenței fluviului Sena în estul departamentului, transportul fluvial este relativ puțin dezvoltat, având ca principal punct portul Évry, o instalație de patru hectare administrată de Portul Autonom din Paris. În anul 2001, acesta a permis manipularea a 154.600 de tone de mărfuri, iar capacitatea sa este prevăzută să crească prin adăugarea unui terminal pentru containere.
Portul Évry este completat, puțin mai în amonte, de instalațiile Marii Morii din Corbeil, al căror nou terminal, inaugurat în 1995, este adaptat pentru convoaiele fluviale. De asemenea, diverse instalații aparținând unor companii private funcționează în Viry-Châtillon, Grigny și Athis-Mons.
În 2008, traficul fluvial în porturile departamentului a atins 1.031.735 de tone.

#### Transportul rutier
Departamentul Essonne este traversat de la nord la sud de șase axe rutiere majore. De la vest la est, acestea includ:
- Drumul național 118, care leagă Bièvres de Les Ulis și duce spre Poarta Saint-Cloud din Paris.
- Autostrada A86, care intră în departament la Verrières-le-Buisson.
- Autostrada A10, care traversează departamentul de la Wissous la Dourdan spre vest.
- Drumul național 20, care se întinde de la Massy la Angerville spre sud-vest.
- Autostrada A6, care leagă Wissous de Soisy-sur-École spre sud-est.
- Fostul drum național 7, care traversează departamentul de la Paray-Vieille-Poste la Le Coudray-Montceaux spre sud.
- Drumul național 6, care merge de la Crosne la Tigery.
- Drumul național 337, situat la Coudray-Montceaux.
- Drumul național 449, care traversează Ris-Orangis.

Pentru a asigura conexiunile între aceste axe și rețeaua rutieră a regiunii, drumul național 104 traversează departamentul de la vest la est, între Marcoussis și Tigery.
În 2009, departamentul dispunea de:
- 58 km de autostradă,
- 225 km de drumuri naționale,
- 1.191 km de drumuri departamentale.

Întreținerea drumurilor naționale este asigurată de DIR Île-de-France, în timp ce drumurile departamentale sunt gestionate de trei unități teritoriale de transport ale Essonne, situate în Lisses, Linas și Étampes.

#### Transport feroviar
Urmând în mare parte aceste axe rutiere, au fost adăugate și căi ferate. Astfel, departamentul este traversat, de la vest la est, de următoarele linii:
- Fosta linie de Sceaux, utilizată astăzi de linia B a RER Île-de-France, între Massy și Gif-sur-Yvette.
- Linia Paris-Montparnasse - Monts (LGV), care traversează departamentul de la Verrières-le-Buisson la Saint-Cyr-sous-Dourdan.
- Linia marii centuri a Parisului, între Bièvres și Athis-Mons.
- Linia Paris-Austerlitz - Bordeaux-Saint-Jean, între Athis-Mons și Angerville.
- Linia Brétigny - La Membrolle-sur-Choisille, între Brétigny-sur-Orge și Dourdan.
- Linia Villeneuve-Saint-Georges - Montargis, între Vigneux-sur-Seine și Boigneville.
- Linia Grigny - Corbeil-Essonnes, între Grigny și Corbeil-Essonnes.
- Linia Corbeil-Essonnes - Montereau, între Corbeil-Essonnes și Le Coudray-Montceaux.
- Linia Paris-Lyon - Marseille-Saint-Charles, între Montgeron și Boussy-Saint-Antoine.

În total, 73 de gări sunt distribuite pe cele trei linii de transport public. De asemenea, trenurile TGV deservesc gările Massy TGV și Massy - Palaiseau.

## Toponimie
Denumirea râului Essonne își are originea în numele zeiței galice a apelor, Acionna, venerată în regiunea Orléanais, unde își are izvorul acest curs de apă.
La crearea departamentului în 1964, s-a decis ca acesta să poarte numele râului care îl traversează de la sud la nord, până la confluența sa cu Sena, la Corbeil-Essonnes.
Acest nume era deja prezent în toponimia fostei comune Essonnes, precum și ca sufix în numele mai multor comune din departament: Ballancourt-sur-Essonne, Boutigny-sur-Essonne, Courdimanche-sur-Essonne, Gironville-sur-Essonne, Guigneville-sur-Essonne, Prunay-sur-Essonne și Vayres-sur-Essonne.

## Istorie

### Înaintea departamentului Essonne
Teritoriul actualului departament Essonne a fost locuit în mod cert încă din Neolitic, așa cum atestă descoperirile de silex cioplit în diverse zone ale departamentului, precum și ridicarea unor menhire, cum este cazul celui din pădurea Sénart, la Brunoy.
În epoca galică, acest teritoriu se afla la granița dintre domeniile Parisii la nord, Carnutes la sud-vest și Senones la sud-est. În această perioadă, au început să se contureze primele orașe, printre care Dourdan, renumit pentru producția sa de ceramică.
Odată cu invazia romană, s-au construit numeroase villae rusticae pe platourile care dominau văile fertile, după cum au relevat săpăturile arheologice de la Orsay. Alte așezări au evoluat în oppida situate la răscruce de drumuri comerciale, precum Arpajon.

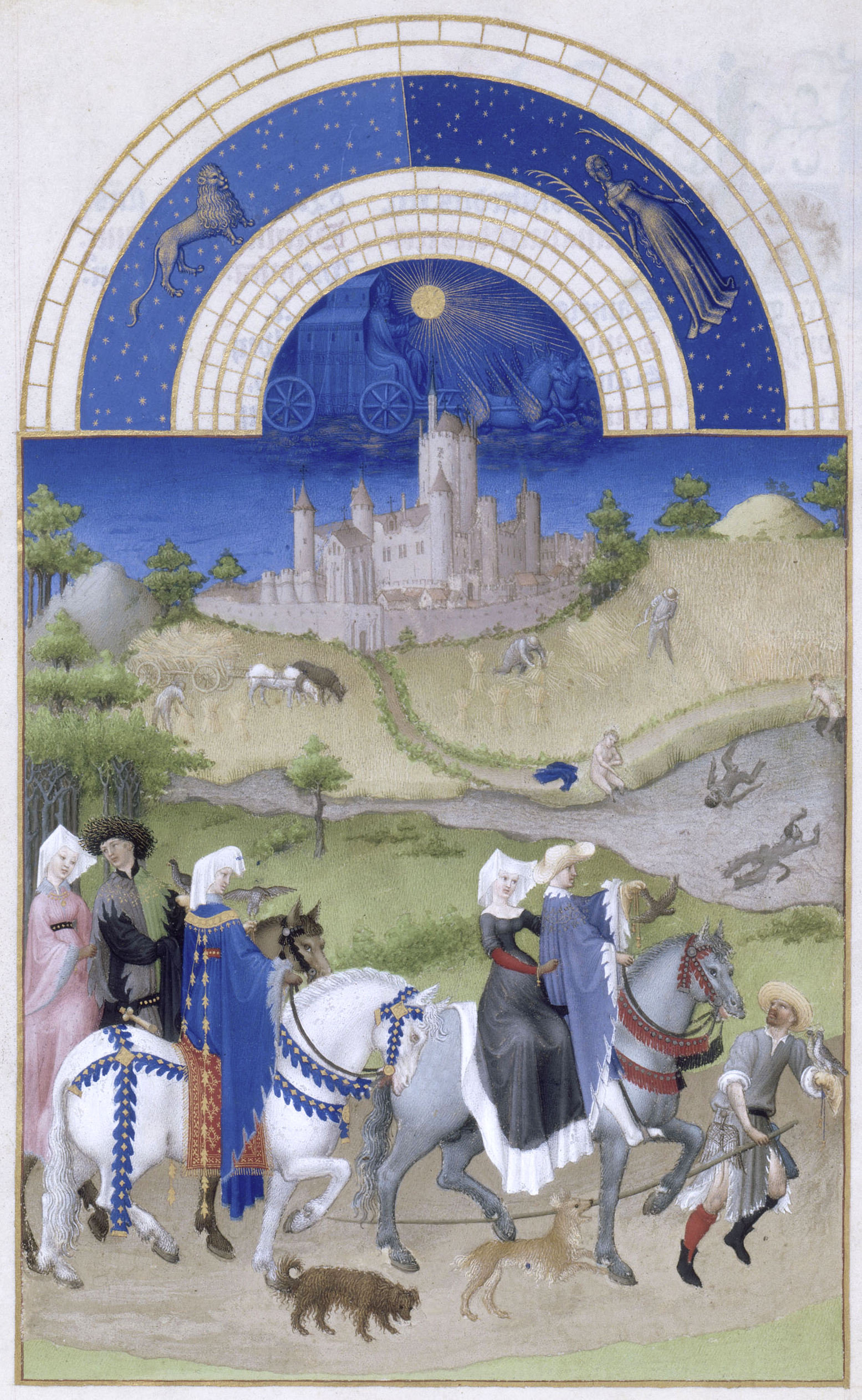
Impunătorul castel regal din Étampes, ilustrat în manuscrisul Les Très Riches Heures du duc de Berry, conservat la Musée Condé, Chantilly, datat aproximativ între 1411-1416.

În secolul al II-lea î.Hr., Milly-la-Forêt a devenit, la inițiativa lui Dryus, un centru druidic important. În secolul al IV-lea, regiunea Dourdan se afla sub autoritatea regelui păgân Dordanus.
În secolul al VI-lea, procesul de evanghelizare a teritoriului s-a încheiat, odată cu ridicarea, în anul 600, a unei prime biserici la Corbeil-Essonnes și cu dezvoltarea unei abații la Palaiseau, sub influența Sfintei Bathilde și a Sfântului Wandrille.
În anul 604, a avut loc prima bătălie de la Étampes, între Clotaire al II-lea, regele Neustriei, și Theuderic al II-lea, regele Burgundiei, aliat cu Theuderic al II-lea, regele Austrasiei.
Din secolul al VIII-lea, cea mai mare parte a teritoriului a fost integrată în domeniul regal francez, iar regii au distribuit aceste pământuri vasalilor lor.
În secolul al X-lea, au început construcțiile de castele fortificate, menite să controleze drumurile comerciale, ca la Montlhéry, sau să oprească raidurile vikingilor, cum s-a întâmplat la Corbeil-Essonnes și La Ferté-Alais.
Din secolul al XI-lea, basilica Notre-Dame-de-Bonne-Garde din Longpont-sur-Orge a devenit prima etapă a pelerinajului spre Santiago de Compostela, pe ruta care pornea de la Paris.
Revoltele nobililor locali au dus la integrarea completă a teritoriului în domeniul regal, Robert al II-lea al Franței construind castelul din Étampes, Ludovic al VI-lea demantelând castelul din Montlhéry în secolul al XII-lea și distrugând complet puternica familie de Montlhéry, iar Filip al II-lea al Franței construind castelul din Dourdan în secolul al XIII-lea. În 1131 a avut loc conciliul de la Étampes, care s-a pronunțat în favoarea viitorului papă Inocențiu al II-lea. În 1258 a fost semnat tratatul de la Corbeil, care a stabilit granițele teritoriale dintre regatul Franței și regatul Aragonului. Domeniul Étampes a fost ridicat la rang de comitat în 1298, dând naștere liniei conților și apoi a ducilor de Étampes. Din această perioadă s-au stabilit cele două componente principale ale economiei locale: agricultura, pentru aprovizionarea capitalei, și industria, care folosea forța motrice a numeroaselor cursuri de apă. În secolul al XII-lea, Marile mori din Corbeil au devenit „mori ale Regelui”.
Începând cu secolul al XIV-lea, în regiune s-au stabilit importante comanderii templiere la Étampes, Longjumeau, Chalou-Moulineux și Auvernaux, organizând vaste domenii agricole prospere. În 1305 a fost semnat tratatul de la Athis-sur-Orge, care a integrat în regatul Franței orașele Lille, Douai și Béthune. În 1326 a avut loc al doilea tratat de la Corbeil, reînnoind Auld Alliance. În 1346, Filip al VI-lea al Franței a semnat ordonanța de la Brunoy, considerată primul act juridic în limba franceză referitor la dezvoltarea durabilă.
A urmat apoi Războiul de 100 de Ani, care a provocat devastări și masacre pe acest teritoriu, precum incendiul din 1360 al bisericii Saint-Clément din Arpajon de către trupele lui Eduard al III-lea al Angliei, unde opt sute de locuitori au fost arși de vii. În 1371, a fost rândul localității Milly-la-Forêt să fie devastată de „Prințul Negru”, Eduard de Woodstock. Între 1353 și 1355, Parisul, lovit de ciuma neagră, a folosit bărcile luntrașilor din Corbeil, numite corbeillards, pentru a evacua cadavrele, dând astfel naștere cuvântului corbillard. În 1465 a avut loc bătălia de la Montlhéry între Ludovic al XI-lea și Carol Temerarul.
Începutul Renașterii a marcat dezvoltarea comercială a regiunii, cu edificarea halelor din Milly-la-Forêt în secolul al XV-lea, urmate de cele din Dourdan, Arpajon și Méréville în secolul al XVI-lea. În același timp, stabilirea puterii regale la Paris și apoi la Versailles, două orașe apropiate, precum și apanajele reprezentate de orașele Dourdan și Étampes, oferite ca daruri favoritelor Anne de Pisseleu și Gabrielle d'Estrées, au dus la construirea de castele ridicate de curteni și magistrați parizieni.
În 1568 a fost semnată Pacea de la Longjumeau, care a pus capăt celui de-al doilea război religios. În 1590, în timpul asediului Parisului, Corbeil a fost din nou un punct strategic, fiind cucerit de Alessandro Farnese, ceea ce a permis aprovizionarea Parisului, blocat de trupele lui Henric al IV-lea al Franței. În 1628, orașul Essonnes a fost devastat de un incendiu, provocat de o nouă explozie a morii de praf de pușcă. În 1652, în plină Frondă, a doua bătălie de la Étampes s-a soldat cu victoria lui Turenne, care își staționase trupele la Arpajon.

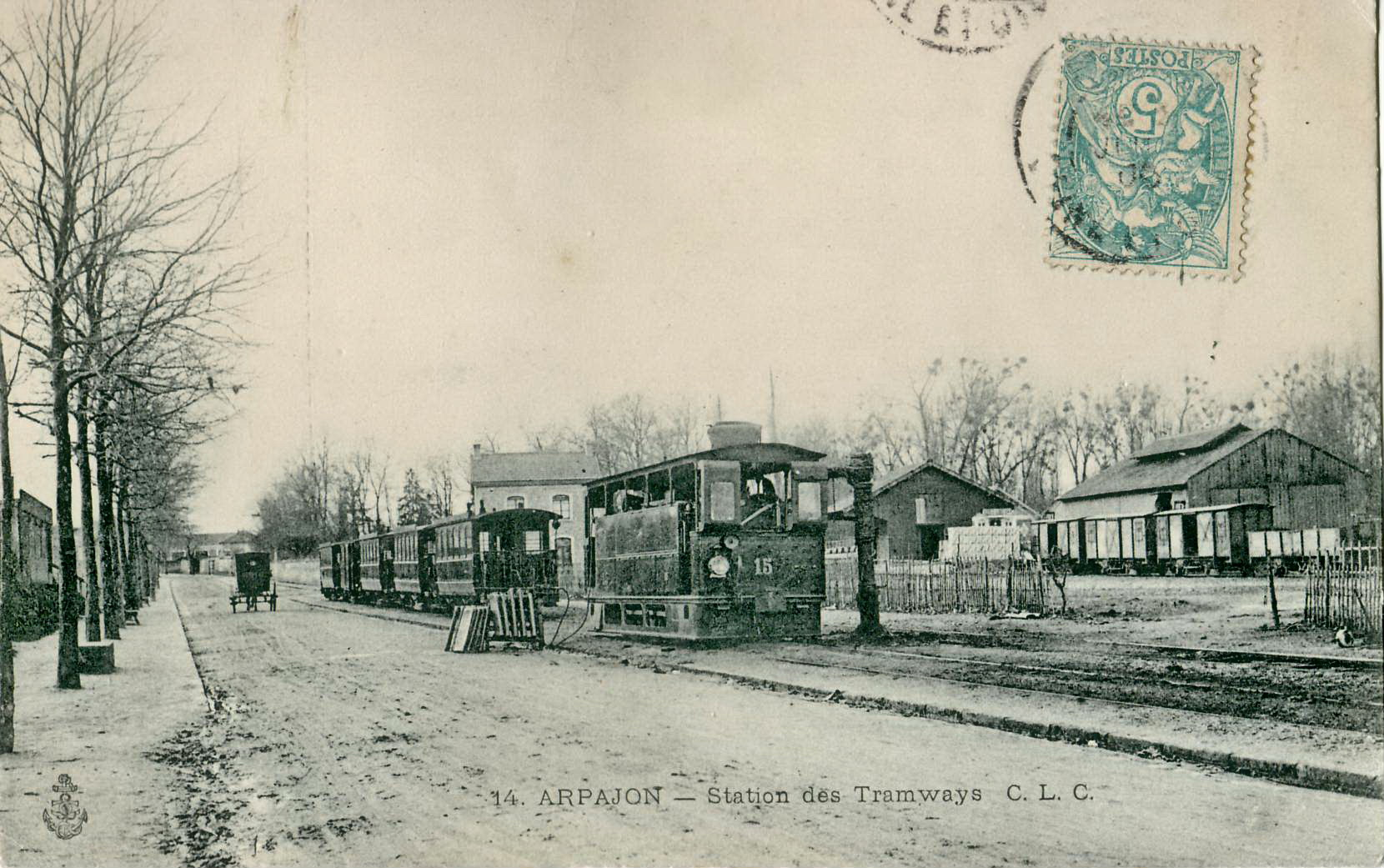
Capătul de linie al tramvaiului din Arpajon.

Secolul al XVIII-lea a adus regiunii mai multe hôtels-Dieu la Milly-la-Forêt, Dourdan și Arpajon, precum și hanuri poștale pe drumurile către Fontainebleau și Orléans. Acest secol s-a încheiat cu Revoluția Franceză, care a modificat relativ puțin viața cotidiană a locuitorilor. Totuși, un fapt divers a marcat această perioadă tulbure: asasinarea primarului Jacques Guillaume Simoneau la Étampes, eveniment care a determinat Adunarea Legislativă să instituie o „Sărbătoare a Legii” pe întreg teritoriul.
Relativ puțin afectat de conflicte, cu excepția ocupației prusace din 1870, teritoriul a profitat de secolul al XIX-lea pentru a se moderniza semnificativ, odată cu crearea mai multor linii de cale ferată: linia de Sceaux în 1854, linia Brétigny - Tours în 1867 și linia marii centuri în 1882, ceea ce a transformat mai multe sate în locuri de vilegiatură pentru bogații burghezi parizieni și artiști.
Deschiderea liniei de tramvai Arpajonnais în 1894 a stimulat și mai mult valorificarea producției agricole locale, oferind un acces direct și rapid la halele din Paris. De asemenea, industria grea și-a făcut apariția prin deschiderea uzinelor Decauville la Évry-Petit-Bourg și a fabricilor de hârtie Darblay la Essonnes, aducând această influentă familie essonniană în cercul „celor două sute de familii” puternice ale Franței.

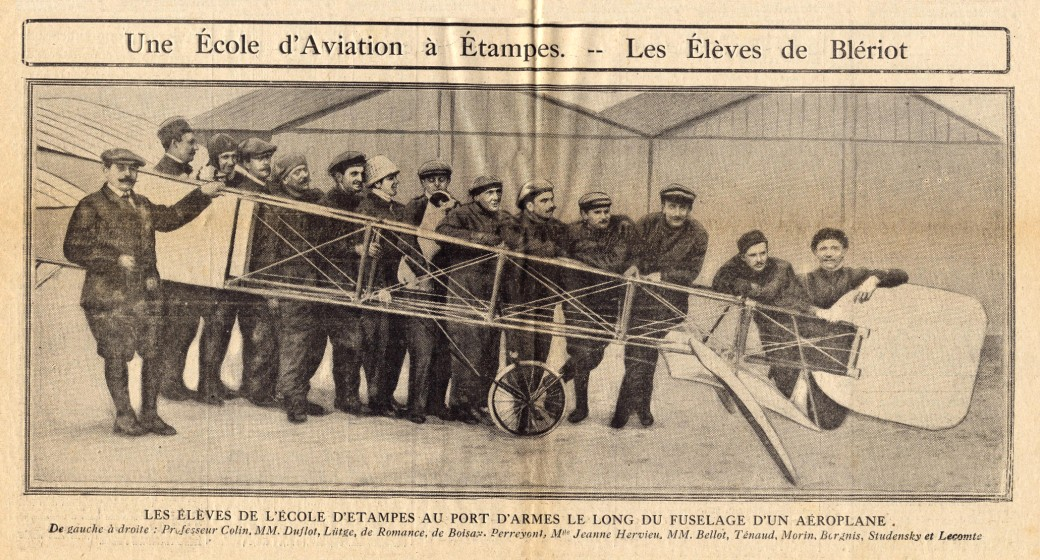
Elevii școlii de aviație Blériot din Étampes în 1910.

Începutul secolului al XX-lea a adus o nouă revoluție pentru departament, care a devenit unul dintre leagănele aviației. În 1909, Viry-Châtillon a găzduit primul aeroport organizat din lume la Port-Aviation, iar în 1910, Louis Blériot și Maurice Farman au deschis școli pe aerodromul Étampes - Mondésir. Din 1938, Brétigny-sur-Orge a dispus de baza aeriană 217, locul unde au fost stabilite numeroase recorduri.
Un alt loc emblematic al cursei pentru viteză, autodromul de la Linas-Montlhéry, construit în 1924, a rămas scena celor mai celebre curse auto până în anii 1960. Relativ cruțat de cele două războaie mondiale, în ciuda prezenței lagărului de concentrare de la Linas-Montlhéry, construit în 1940 de naziști pentru încarcerarea țiganilor, viitorul departament a cunoscut, începând cu anii 1950, o puternică creștere demografică. Ca și regiunile vecine, a fost afectat de apariția bidonville-urilor la porțile Parisului, o situație agravată ulterior de necesitatea de a găzdui numeroșii repatriați din Algeria veniți să se stabilească în zonă. Aceste transformări demografice au condus la o reorganizare administrativă.

### Crearea și organizarea unui nou departament
La mijlocul anilor 1960, regiunea Île-de-France a fost scena unor negocieri politice importante. Puterea centrală a tinerei a Cincea Republici, reprezentată de președintele Charles de Gaulle și de prim-ministrul Michel Debré, a decis reorganizarea regiunii capitalei. Astfel, legea nr. 64-707 din 10 iulie 1964 privind reorganizarea regiunii pariziene prevedea desființarea departamentelor Seine-et-Oise și Seine și crearea a șapte noi departamente, printre care departamentul Essonne, care cuprindea aproape în totalitate arondismentul Corbeil, arondismentul Palaiseau și o parte a fostului arondisment Rambouillet.
Pe 25 februarie 1965, decretul nr. 65-142 a stabilit reședința departamentală la Évry-Petit-Bourg, care fusese anterior neoficial instalată la Corbeil-Essonnes. La 2 iunie 1966, un nou decret, nr. 66-339, a prevăzut împărțirea administrativă a departamentului prin crearea arondismentului Évry, înlocuind astfel arondismentul Corbeil-Essonnes (acesta din urmă păstrându-și totuși statutul de subprefectură), și a modificat limitele arondismentului Palaiseau. În aceeași zi, decretul nr. 66-340 a înființat arondismentul Étampes.
Pe 20 iulie 1967, decretul nr. 67-589 a stabilit oficial crearea celor douăzeci și șapte cantoane ale departamentului: Arpajon, Athis-Mons, Bièvres, Brétigny-sur-Orge, Brunoy, Corbeil-Essonnes, Dourdan, Étampes, Étréchy, Évry, Juvisy-sur-Orge, La Ferté-Alais, Limours, Longjumeau, Massy, Mennecy, Méréville, Milly-la-Forêt, Montgeron, Montlhéry, Orsay, Palaiseau, Ris-Orangis, Saint-Chéron, Sainte-Geneviève-des-Bois, Savigny-sur-Orge și Viry-Châtillon.
La 19 septembrie 1967, decretul nr. 67-792 a stabilit data de 1 ianuarie 1968 pentru intrarea în vigoare a legii din 10 iulie 1964, care prevedea în mod efectiv crearea noului departament, al cărui teritoriu făcea parte până atunci din departamentul Seine-et-Oise. Astfel, departamentul Essonne a fost oficial creat la 1 ianuarie 1968, iar aleșii noului consiliu general, desemnați în urma alegerilor din 1967, și-au preluat funcțiile la această dată. Totuși, numirea prefectului Michel Aurillac a avut loc abia în 1969.
La 21 noiembrie 1969, un decret a desprins comunele Châteaufort și Toussus-le-Noble, care au fost atașate departamentului vecin Yvelines. La 30 septembrie 1974, un decret a oficializat fuziunea comunelor Angerville și Dommerville, cea din urmă părăsind astfel departamentul Eure-et-Loir pentru a se alătura Essonne.
La 25 noiembrie 1975 a avut loc o nouă reorganizare administrativă, decretul nr. 75-1116 ridicând numărul cantoanelor la treizeci și cinci prin adăugarea cantoanelor Chilly-Mazarin, Draveil, Gif-sur-Yvette, Morsang-sur-Orge, Saint-Germain-lès-Corbeil, Saint-Michel-sur-Orge, Vigneux-sur-Seine, Villebon-sur-Yvette și Yerres, concomitent cu desființarea cantonului Juvisy-sur-Orge.
La 17 februarie 1977, prefectul de Essonne, Paul Cousserand, a semnat ordinul prin care s-a creat o nouă comună, Les Ulis. La 23 ianuarie 1985, un nou decret, nr. 85-83, a modificat din nou limitele administrative, ridicând numărul cantoanelor departamentului la patruzeci și două prin adăugarea cantoanelor Corbeil-Essonnes-Est, Épinay-sous-Sénart, Évry-Nord, Grigny, Juvisy-sur-Orge, Massy-Est și Les Ulis.
În paralel cu această reorganizare administrativă, autoritățile religioase au decis să urmeze același demers, creând la 9 octombrie 1966, din vasta dieceză de Versailles, noua dieceză de Corbeil-Essonnes. Colegiala Saint-Spire din Corbeil-Essonnes a fost astfel ridicată la rang de catedrală, înainte de începerea construcției, din 1991, a noii catedrale a Învierii din Évry, în conformitate cu schimbarea de nume intervenită în 1988.

### Dezvoltarea departamentului Essonne
De la crearea departamentului, morfologia sa s-a modificat considerabil, generând două peisaje radical diferite: nordul urbanizat și sudul rural al teritoriului. Explozia demografică, care a determinat o cerere ridicată de locuințe, a dus, ca și în alte părți ale regiunii, la mari lucrări și la construirea de ansambluri rezidențiale de amploare, unele sate transformându-se în mari orașe în doar un deceniu. Un exemplu tipic este Grigny, care avea doar 1 700 de locuitori în 1962 și depășea 25 000 în 1975, în mare parte mutați în noul cartier de locuințe sociale La Grande Borne.
Reședința departamentală, Évry, a cunoscut o evoluție similară, dar pe o perioadă mai lungă, trecând de la 5 000 de locuitori în 1962 la peste 50 000 în 2006. Aceasta a fost, încă din 1965, inclusă în marele program urbanistic al lui Paul Delouvrier, care viza crearea unui oraș nou, conducând în 1969 la înființarea Établissement public d’aménagement de la ville d’Évry.Orașul nou depășea cu mult limitele fostei comune Évry-Petit-Bourg, incluzând și Bondoufle, Courcouronnes și Lisses, având ca obiectiv extinderea polului urban deja format de Corbeil-Essonnes, unde se ridicase vastul cartier Tarterêts.
În realitate, aproape toate orașele de dimensiuni medii, aproape fiecare reședință de canton sau zonele lor periferice, au fost urbanizate rapid, fie prin blocuri de apartamente, turnuri, fie prin lotizări de case individuale. Palaiseau, Étampes, Massy, Longjumeau, Sainte-Geneviève-des-Bois, Vigneux-sur-Seine, Épinay-sous-Sénart, Athis-Mons, Saint-Michel-sur-Orge și Brétigny-sur-Orge au devenit orașe de suburbie tipice. Un alt exemplu al acestui ritm rapid al urbanizării este comuna Les Ulis, creată în 1977 pe fostele terenuri agricole ale platoului Courtabœuf, care a ajuns la peste 28 000 de locuitori în 1982.
Această nouă concentrare a populației a generat noi necesități, favorizând dezvoltarea unei noi societăți de consum. Astfel, în 1963 s-a deschis primul hipermarket din Franța sub sigla Carrefour la Sainte-Geneviève-des-Bois, urmat de crearea unor centre comerciale: Ulis 2 în 1973, Évry 2 în 1975, La Croix-Blanche în anii 1980, Villebon 2 în 1988 și Villabé A6 în 1992.
Nevoile în materie de transport public au dus la crearea, între 1962 și 1979, a rețelei expres regionale Réseau express régional d'Île-de-France (RER), cu deschiderea în departament a liniei B în 1977, a liniei C în 1979 și a liniei D în 1987. Totodată, au fost construite noi artere rutiere rapide, inclusiv autostrada A6, deschisă în 1960 între Paris și Le Coudray-Montceaux, autostrada A10, deschisă progresiv între 1960 și 1973, începând din Wissous, și șoseaua națională 104, amenajată în anii 1980.
Aeroportul Paris-Orly, a cărui aerogară sudică a fost inaugurată în 1961, a marcat intrarea în modernitate, dar s-a dovedit rapid insuficient din cauza urbanizării rapide din jurul său. Acest lucru a condus, încă din 1968, la prima decizie de impunere a unei interdicții de zbor pe timp de noapte, între orele 23:00 și 6:00.
În paralel, numeroase instituții și companii s-au implantat în departament. Crearea, în 1960, a parcului de afaceri Courtabœuf a favorizat sosirea unor mari companii, precum Hewlett-Packard, care și-a deschis aici centrul european de cercetare în 1968, urmată în 1983 de Microsoft. Pe platoul vecin de la Saclay, instalarea, în 1975, a École supérieure d'électricité și, în 1976, a École polytechnique a consolidat importanța acestui sector, după deschiderea, în 1971, a Universitatea Paris-Sud 11 la Orsay, completând astfel prezența Commissariat à l'énergie atomique, deschis în 1952.
Partea estică a departamentului a urmat un parcurs similar, susținut de dezvoltarea ville nouvelle, prin implantarea Centre national d'études spatiales în 1972, a școlilor Télécom SudParis (ex-Télécom INT) și Télécom École de Management (ex-INT Management) în 1979, a consorțiului Arianespace în 1980, deschiderea Université d'Évry-Val d'Essonne în 1991 și crearea Genopole în 1998.
În 2006, inaugurarea Synchrotron Soleil la Saint-Aubin a marcat continuarea programului de dezvoltare economică și științifică a departamentului.
Echipamente structurante de nivel departamental au fost rapid dezvoltate: teatrul Agora din Évry, deschis în 1975, insula de agrement din Étampes în 1977, opera din Massy în 1993, precum și Le Grand Dôme, inaugurat în 1994 cu ocazia Jocurilor Francofoniei.
Decizia din 2006 de a crea Opération d’Intérêt National (OIN) Massy Palaiseau Saclay Versailles Saint-Quentin-en-Yvelines, acoperind aproape un sfert din nord-vestul departamentului și incluzând douăzeci și șapte comune, a relansat perspectivele de dezvoltare economică și amenajare a teritoriului, conducând la proiectul de cluster tehnologic Paris-Saclay.
În 2009, reorganizarea serviciilor statului a dus la desființarea subprefecturii din Corbeil-Essonnes.
În 2019, Conseil départemental de l'Essonne a lansat proiectul unei traversări a Senei la nivelul localităților Athis-Mons și Vigneux-sur-Seine. În 2020, École normale supérieure Paris-Saclay, instituție componentă a Université Paris-Saclay, s-a instalat la Paris-Saclay și a inaugurat noul său teatru.

## Demografie
De la crearea departamentului la 1 ianuarie 1968, populația sa a crescut rapid, trecând de la 673 325 de locuitori la primul recensământ din 1968 la 923 063 de rezidenți în 1975. Ulterior, ritmul creșterii a încetinit, atingând 988 000 de persoane în 1982 și depășind pragul de un milion abia în 1990.
În 2022, departamentul avea o populație de 1 324 546 de locuitori, înregistrând o creștere de +2,89 % față de 2016 (Franța fără Mayotte: +2,11 %).
| An        | 1968    | 1975    | 1982    | 1990      | 1999      | 2006      | 2011      | 2016      | 2021      | 2022      |
| --------- | ------- | ------- | ------- | --------- | --------- | --------- | --------- | --------- | --------- | --------- |
| Populație | 673 325 | 923 063 | 988 000 | 1 084 824 | 1 134 238 | 1 198 273 | 1 225 191 | 1 287 330 | 1 313 768 | 1 324 546 |

## Decupaj teritorial

Hartă a cantoanelor și arondismentelor din Essonne.

În 2009, departamentul Essonne era subdivizat în trei arondismente:
- La est, arondismentul Évry, în jurul reședinței departamentale, cuprindea 52 de comune pe o suprafață de 469 km² și avea în 2008 o populație de 503 140 de locuitori.
- La sud-est, arondismentul Étampes cuprindea 79 de comune pe 876 km² și avea în 2008 134 730 de locuitori.
- La nord-vest, arondismentul Palaiseau cuprindea 65 de comune pe 459 km² și avea în 2008 567 980 de locuitori.

O particularitate notabilă era faptul că comuna Corbeil-Essonnes a păstrat statutul de subprefectură, deși nu era reședința niciunui arondisment. Serviciile sale se aflau însă sub autoritatea prefectului de Évry.
În același an, serviciile statului din departament erau conduse de prefectul Jacques Reiller, alături de subprefecții Pascal Sanjuan, secretar general și subprefect al arondismentului Évry, Daniel Barnier, subprefect de Palaiseau, și Thierry Somma, subprefect de Étampes. Prefectul delegat pentru egalitatea de șanse era Pierre Lambert.

Hartă a intercomunalităților din Essonne în 2016.

Comunele din departament au ales să se grupeze în 5 comunități de aglomerație (Cœur d'Essonne Agglomération, Communauté Paris-Saclay, Grand Paris Sud Seine Essonne Sénart, Val d'Yerres Val de Seine și Versailles Grand Parc) și în 7 comunități de comune (2 Vallées, Entre Juine et Renarde, l'Étampois Sud-Essonne, Le Dourdannais en Hurepoix, l'Orée de la Brie, le pays de Limours și le Val d'Essonne).
În 2010, departamentul era împărțit în zece circumscripții legislative.
În plus, 6 comune sunt atașate Metropolei Grand Paris.
Departamentul este divizat în douăzeci și unu de cantoane:
- Cantonul Arpajon, care grupează 16 comune și are 59 816 locuitori;
- Cantonul Athis-Mons, care grupează 3 comune și are 51 900 locuitori;
- Cantonul Brétigny-sur-Orge, care grupează 6 comune și are 61 247 locuitori;
- Cantonul Corbeil-Essonnes, care grupează 4 comune și are 59 414 locuitori;
- Cantonul Dourdan, care grupează 28 comune și are 64 618 locuitori;
- Cantonul Draveil, care grupează 4 comune și o fracțiune și are 52 226 locuitori;
- Cantonul Épinay-sous-Sénart, care grupează 8 comune și o fracțiune și are 53 622 locuitori;
- Cantonul Étampes, care grupează 45 comune și are 61 879 locuitori;
- Cantonul Évry, care grupează 2 comune și are 65 951 locuitori;
- Cantonul Gif-sur-Yvette, care grupează 12 comune și are 62 296 locuitori;
- Cantonul Longjumeau, care grupează 8 comune și are 64 768 locuitori;
- Cantonul Massy, care grupează 2 comune și are 62 737 locuitori;
- Cantonul Mennecy, care grupează 28 comune și are 65 664 locuitori;
- Cantonul Palaiseau, care grupează 3 comune și are 56 721 locuitori;
- Cantonul Ris-Orangis, care grupează 6 comune și are 54 385 locuitori;
- Cantonul Sainte-Geneviève-des-Bois, care grupează 4 comune și are 67 377 locuitori;
- Cantonul Savigny-sur-Orge, care grupează 3 comune și are 56 235 locuitori;
- Cantonul Les Ulis, care grupează 7 comune și are 52 576 locuitori;
- Cantonul Vigneux-sur-Seine, care grupează 2 comune și o fracțiune și are 56 512 locuitori;
- Cantonul Viry-Châtillon, care grupează 2 comune și are 58 934 locuitori;
- Cantonul Yerres, care grupează 1 comună și o fracțiune și are 48 630 locuitori.

În final, departamentul este divizat în 196 de comune, dintre care cea mai recentă, Les Ulis, a fost creată la 17 februarie 1977.
- Cea mai mică comună este Villiers-sur-Orge, cu doar 1,78 km².
- Cea mai întinsă comună este Étampes, cu 40,98 km².

Conform datelor recensământului din 2008:
- Cea mai puțin populată comună era Chatignonville, cu doar 61 de locuitori.
- Cea mai populată comună era Évry, reședința departamentală, cu 52 500 de locuitori.

Pe lângă împărțirea electorală departamentală, Essonne este integrat în circumscripția Île-de-France atât pentru alegerile pentru Parlamentul European, cât și pentru alegerile regionale.

## Cultură locală și patrimoniu

### Patrimoniu natural

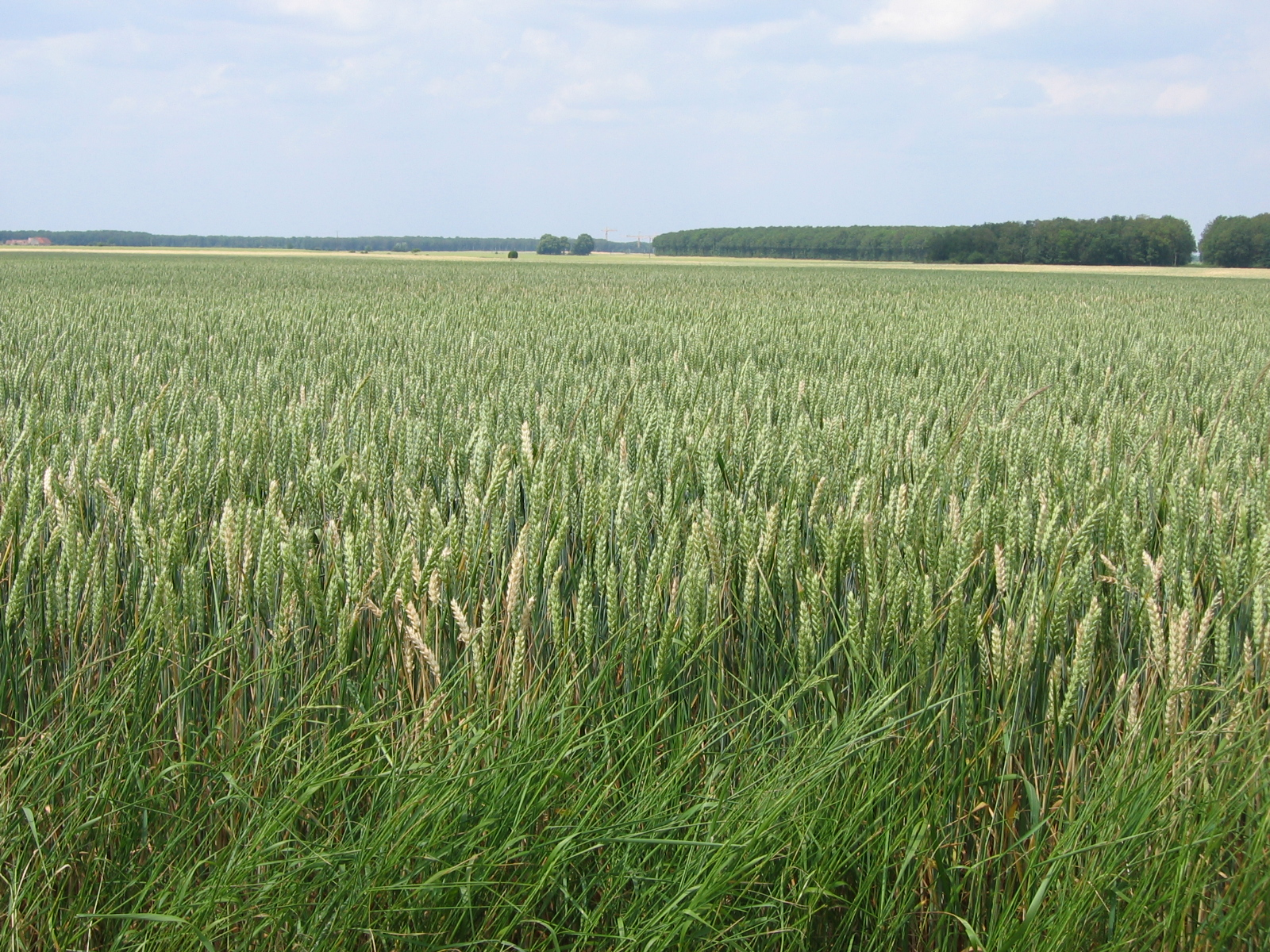
Paisaj Beauce.

Deși departamentul Essonne este pe jumătate integrat în aglomerarea pariziană, o mare parte a teritoriului său beneficiază de un mediu natural bine conservat. Astfel, aproximativ 139 000 de hectare, adică aproape 78 % din suprafața totală, sunt încă clasificate de IAURIF (Institut d'Aménagement et d'Urbanisme de la Région Île-de-France) ca zone rurale.
Cele patru regiuni naturale care compun departamentul – Hurepoix, Brie, Gâtinais și Beauce – prezintă fiecare peisaje distincte și caracteristice:
- La nord-est, zona Brie din Essonne este acoperită de vasta pădure Sénart, cu specii precum stejarul, castanul, carpenul și mesteacănul.
- Hurepoix combină văi împădurite și podișuri agricole.
- Gâtinais este, în mare parte, acoperit de pădurea Fontainebleau și de pădurea sa anexă, Milly, unde solul nisipos și pietros susține creșterea stejarului, pinului silvestru și fagului.
- Câmpia Beauce este aproape în întregime destinată culturilor cerealiere intensive.

De la vest la est, departamentul este traversat de centura verde a regiunii Île-de-France, formând un coridor forestier continuu. Acesta începe din pădurea Rambouillet din departamentul Yvelines, continuând cu:
- Pădurea Dourdan și pădurea Angervilliers,
- Pădurea Roche Turpin,
- Pădurea Belvédère,
- Pădurea Grands Avaux,
- Pădurea Milly-la-Forêt, care se leagă de pădurea Fontainebleau la est.

În nordul departamentului, pădurea Verrières și pădurea Sénart constituie două zone naturale protejate, aflate la marginea primei coroane pariziene. Aceste masive forestiere sunt completate de pădurea Palaiseau, pădurea Rocher de Saulx și pădurea Bellejame.
Mai multe parcuri de importanță departamentală sunt răspândite pe teritoriul Essonne, oferind o abordare variată a mediului natural.
Cele mai importante sunt:
- Insulele de agrement (îles de loisirs) de la Étampes și Port-aux-Cerises (situată între Draveil și Vigneux-sur-Seine).

Acestea sunt completate, în rolul lor educativ, de:
- Arboretumul Vilmorin și arboretumul municipal din Verrières-le-Buisson,
- Arboretumul de Segrez din Saint-Sulpice-de-Favières,
- Conservatorul Național al Plantelor pentru Parfumuri, Medicinale, Aromatice și Industriale din Milly-la-Forêt.

Mai multe parcuri istorice atrag de asemenea vizitatori:
- Parcul de la Jeurre din Morigny-Champigny,
- Parcul de Chamarande,
- Parcul castelului Courances,
- Parcul de Courson,
- Parcul castelului Saint-Jean-de-Beauregard.

Se adaugă și două inițiative recente în domeniul mediului:
- Coulée verte du sud parisien, care traversează nord-vestul departamentului, de la Verrières-le-Buisson la Gometz-le-Châtel, cu o prelungire prevăzută până la Rambouillet prin Limours.
- Méridienne verte, care traversează departamentul de la nord la sud, în partea sa centrală.

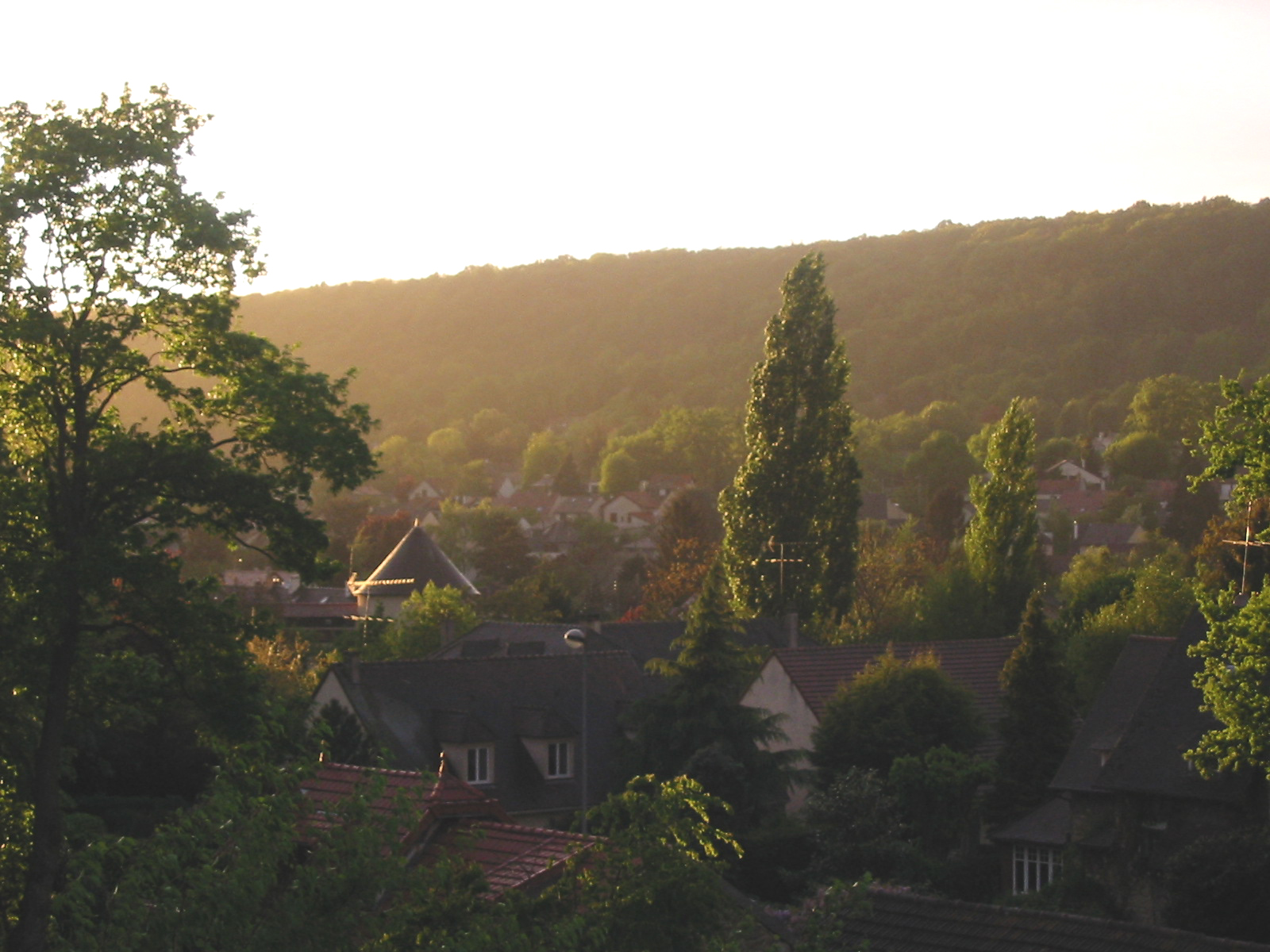
Valea Chevreuse la Bures-sur-Yvette.

În aceste parcuri și păduri au fost recenzați mai mulți arbori remarcabili, printre care un tei la Boutigny-sur-Essonne, un stejar la Bures-sur-Yvette, platani la Chamarande și Morsang-sur-Orge, sequoia la Courson-Monteloup și Mennecy, un sofora japonez la Juvisy-sur-Orge și fagi comuni la Saint-Sulpice-de-Favières.
Două spații renumite ocupă, de asemenea, o parte importantă a teritoriului. La nord-vest, valea Chevreuse urmează cursul râului Yvette până la Palaiseau, cu posibilitatea, în 2010, de o extindere a parcului natural regional al Haute Vallée de Chevreuse, șaisprezece comune din departament aprobând deja principiul integrării. La sud-est, parcul natural regional al Gâtinais français cuprinde douăzeci și opt de comune din departament, între văile râurilor Essonne și École.
Depășind, în unele cazuri, limitele administrative, zece situri au fost recenzate în cadrul rețelei Natura 2000, dintre care trei sunt clasificate drept „Zonă de protecție specială”: mlaștinile din Itteville și Fontenay-le-Vicomte, pe o suprafață de cinci sute douăzeci și două de hectare, Masivul Fontainebleau, situat pe teritoriul comunelor Courances și Milly-la-Forêt, și Masivul Rambouillet, din care 4 % din teritoriu se află în Essonne. Acestora li se adaugă situri de importanță comunitară, precum ciupercăriile din Étampes, dealurile de gresie din Essonne, mlaștinile văilor inferioare ale râurilor Juine și Essonne, pajiștile calcaroase din Gâtinais și din valea superioară a Juine, precum și valea superioară a râului Essonne.
Împărțită între mai multe comune, Rezervația naturală a siturilor geologice din Essonne, care acoperă aproape cinci hectare, este clasificată drept Rezervație naturală națională. Aceasta este completată de mai multe rezervații naturale regionale, printre care bazinul din Saulx-les-Chartreux, parcul din Itteville, Grands Réages din Varennes-Jarcy și arboretul Roger de Vilmorin din Verrières-le-Buisson.
Ministerul Ecologiei, Energiei, Dezvoltării Durabile și Mării a clasificat, de asemenea, mai multe situri, printre care valea râului Juine și împrejurimile sale, precum și valea râului Yerres și împrejurimile sale. În cele din urmă, consiliul departamental al Essonne a achiziționat terenuri pentru a le clasifica drept „Spațiu natural sensibil”.
Preponderent rezidențiale, comunele din departament depun eforturi în ceea ce privește politica de mediu și înfrumusețarea, unele fiind recompensate cu flori în cadrul concursului „Villes et Villages Fleuris”. Sainte-Geneviève-des-Bois este clasificată cu patru flori; Boutigny-sur-Essonne, Chilly-Mazarin, Corbeil-Essonnes, Dourdan, Étampes, Évry, Les Ulis, Massy, Paray-Vieille-Poste, Ris-Orangis, Villebon-sur-Yvette și Viry-Châtillon sunt clasificate cu trei flori; Arpajon, Briis-sous-Forges, Épinay-sur-Orge, Étréchy, Grigny, Longjumeau, Morangis, Ollainville, Orsay, Palaiseau, Saint-Germain-lès-Arpajon, Saint-Michel-sur-Orge, Savigny-sur-Orge, Villejust, Wissous și Yerres sunt clasificate cu două flori; Baulne, Boussy-Saint-Antoine, Brétigny-sur-Orge, Courcouronnes, Le Coudray-Montceaux, Linas, Mauchamps, Milly-la-Forêt, Morigny-Champigny, Richarville, Saclay, Soisy-sur-Seine și Vert-le-Grand sunt clasificate cu o floare.
Pentru a facilita vizitarea acestor spații naturale, departamentul este străbătut de mai multe trasee de mare drumeție, printre care GR 1 și GR 11, care înconjoară Île-de-France, GR 2, care urmează cursul Senei, GR 32, GR 111, care traversează întreg departamentul, și GR 655, ce corespunde fostului drum de pelerinaj către Santiago de Compostela dinspre Paris.

### Patrimoniu arhitectural
Departamentul Essonne este situat în bazinul parizian, un teritoriu ocupat de timpuriu de om, așa cum o dovedesc descoperirile de silex cioplit și ridicarea, în perioada neolitică, a unor menhire, dintre care unele au supraviețuit și sunt astăzi clasificate drept monumente istorice: Pierre à Mousseau la Vigneux-sur-Seine, Pierre droite la Milly-la-Forêt, Pierre Fritte la Étampes și Fille de Loth la Brunoy.
Ocupația galică, urmată de cea galo-romană, a lăsat în urmă vestigii de așezări, precum satul descoperit la Gif-sur-Yvette, villa rustica de la Orsay și un oppidum la Champlan.
Din Evul Mediu s-au păstrat la Longjumeau unul dintre cele mai vechi poduri din Île-de-France, datat din secolul al XIII-lea, Pont des Templiers, precum și castele fortificate, cum ar fi cel de la Montlhéry (secolul al XI-lea), Dourdan (secolul al XIII-lea) sau Étampes (secolul al XII-lea), alături de zidurile de apărare ale orașului Corbeil-Essonnes. De asemenea, s-au conservat importante lăcașuri de cult catolice, precum basilica Notre-Dame-de-Bonne-Garde din Longpont-sur-Orge, datând din secolul al XII-lea, sau colegiala Notre-Dame-du-Fort din Étampes, construită în secolul al XI-lea.
Aflat într-o regiune agricolă și în apropierea capitalelor Versailles și Paris, teritoriul a fost dotat, în perioada Renașterii și în Epoca Modernă, cu importante hale comerciale, precum cele de la Dourdan, Arpajon (secolul al XVI-lea), Milly-la-Forêt (secolul al XV-lea) și Méréville (secolul al XVI-lea).
Totodată, s-a îmbogățit cu castele, dintre care cele mai importante sunt castelul Chamarande din Chamarande (secolul al XVII-lea), castelul du Marais din Le Val-Saint-Germain (secolul al XVIII-lea), castelul Courson din Courson-Monteloup (secolul al XVII-lea) și castelul Courances din Courances (secolul al XVII-lea).
Printre edificiile religioase remarcabile se numără catedrala Saint-Exupère din Corbeil-Essonnes (secolul al XIV-lea) și biserica Saint-Germain-l’Auxerrois din Dourdan (secolul al XV-lea). De asemenea, regiunea s-a îmbogățit cu spălătorii publice și reședințe burgheze.
De la Primul Imperiu până la Belle Époque, departamentul a evoluat spre industrie odată cu construirea unor fabrici importante, precum Grands Moulins de Corbeil din secolul al XIX-lea. Numeroase comune au devenit locuri de vilegiatură pentru parizieni, care își construiau reședințe și case de plăcere, precum templul Gloriei din Orsay (secolul al XIX-lea) și proprietatea Caillebotte din Yerres, dar și lăcașuri de cult ale altor confesiuni, cum este biserica ortodoxă Notre-Dame-de-la-Dormition din Sainte-Geneviève-des-Bois (secolul al XX-lea).
Și secolul al XX-lea a lăsat un patrimoniu contemporan, prin construirea vastei zone de locuințe sociale La Grande Borne din Grigny, ridicarea sculpturii monumentale Le Cyclop la Milly-la-Forêt, edificarea singurei catedrale franceze din secolul al XX-lea la Évry, însoțită de cea mai mare moschee din Franța la Courcouronnes și de cea mai mare pagodă din Europa, tot la Évry.
În sudul departamentului, Étampes, fost oraș regal, adăpostește un patrimoniu remarcabil, beneficiind de labelul „Villes et Pays d'Art et d'Histoire”. În total, cincizeci și unu de castele și nouăzeci și patru de monumente religioase de pe teritoriul departamentului sunt clasificate sau înscrise pe lista monumentelor istorice.